# Киренайка
Киренайка (на латински: Cyrenaica; гръцки Κυρηναία) е старогръцкото и латинското име на областта, намираща се на северния бряг на Африка, между Египет и Нумидия, в която са основани няколко гръцки колонии и впоследствие става римска провинция. На запад Киренайка граничи с пустинята Сахара. Днес тази територия заема източната част от средиземноморското крайбрежие на Либия.
Киренайка е наричана и Пентаполис (Петоградие), заради 5-те гръцки града, намиращи се там:
- Кирена – главен град на областта, близо до днешното село Шахат,
- нейното пристанище Аполония (Марса Суса),
- Арсиное (Токра),
- Береника (Бенгази)
- и Барка (Бердж).

Завладяна от Александър Велики, тя преминава под властта на Птолемеите, а после и на римляните. Отделена е от главното царство от Птолемей VIII и дадена на сина му Птолемей Апион, който, умирайки без наследници през 96 пр.н.е., я предава на Римската република. Въпреки че съществуват някои неясноти относно териториалният ѝ обхват, през 78 пр.н.е. тя е формирана като провинция, в земите на която е добавен и остров Крит и остава в тези граници до реформите, проведени от Диоклециан през 300 г., променили администрирането на провинциите.
| Портал | Портал „Африка“ съдържа още много статии, свързани с Африка. Можете да се включите към Уикипроект „Африка“. |